# Sudamericano de Rugby 1951
El Sudamericano de Rugby de 1951 fue un torneo organizado por la Unión de Rugby del Río de la Plata (hoy Unión Argentina de Rugby) como adhesión a los primeros Juegos Panamericanos desarrollados ese año en Argentina. Se cursó invitación a la Unión de Rugby de Chile (hoy Feruchi) y a la Unión de Rugby del Uruguay para que presentaran sus selecciones y también se hizo presente un combinado brasilero a partir de 2 clubes de rugby de aquel país. Esta competición se denominó Torneo Internacional ABCU por las iniciales de los países involucrados, fue considerado un éxito y más tarde se le dio carácter de Primer Campeonato Sudamericano de Rugby

## Equipos participantes
- Selección de rugby de Argentina
- Selección de rugby de Brasil
- Selección de rugby de Chile
- Selección de rugby de Uruguay

## Posiciones
| Pos. | Equipo    | Encuentros | Encuentros | Encuentros | Encuentros | Tantos  | Tantos    | Tantos     | Puntos |
| Pos. | Equipo    | jugados    | ganados    | empatados  | perdidos   | a favor | en contra | diferencia | Puntos |
| ---- | --------- | ---------- | ---------- | ---------- | ---------- | ------- | --------- | ---------- | ------ |
| 1    | Argentina | 3          | 3          | 0          | 0          | 147     | 3         | + 144      | 6      |
| 2    | Uruguay   | 3          | 2          | 0          | 1          | 25      | 75        | - 50       | 4      |
| 3    | Chile     | 3          | 1          | 0          | 2          | 74      | 21        | + 53       | 2      |
| 4    | Brasil    | 3          | 0          | 0          | 3          | 10      | 157       | - 147      | 0      |

Nota: Se otorgan 2 puntos al equipo que gane un partido, 1 al que empate, 0 al que pierda

## Resultados[5]

### Primera fecha
| 9 de septiembre | Chile | 68 - 0  | Brasil | Estadio G.E.B.A., Buenos Aires, Argentina |  |
|                 |       | Reporte |        |                                           |  |

| 9 de septiembre | Argentina | 62 - 0  | Uruguay | Estadio G.E.B.A., Buenos Aires, Argentina |                            |
|                 |           | Reporte |         | Árbitro(s): Alfred Stewart                | Árbitro(s): Alfred Stewart |

### Segunda fecha
| 13 de septiembre | Argentina | 72 - 0  | Brasil | Estadio G.E.B.A., Buenos Aires, Argentina |  |
|                  |           | Reporte |        |                                           |  |

| 13 de septiembre | Chile | 3 - 8   | Uruguay | Estadio G.E.B.A., Buenos Aires, Argentina |  |
|                  |       | Reporte |         |                                           |  |

### Tercera fecha
| 16 de septiembre | Uruguay | 17 - 10 | Brasil | Estadio G.E.B.A., Buenos Aires, Argentina |  |
|                  |         | Reporte |        |                                           |  |

| 16 de septiembre | Argentina | 13 - 3  | Chile | Estadio G.E.B.A., Buenos Aires, Argentina |  |
|                  |           | Reporte |       |                                           |  |

| Bandera de Argentina |
| Campeón Argentina    |
| Primer título        |